# Hannah Höch

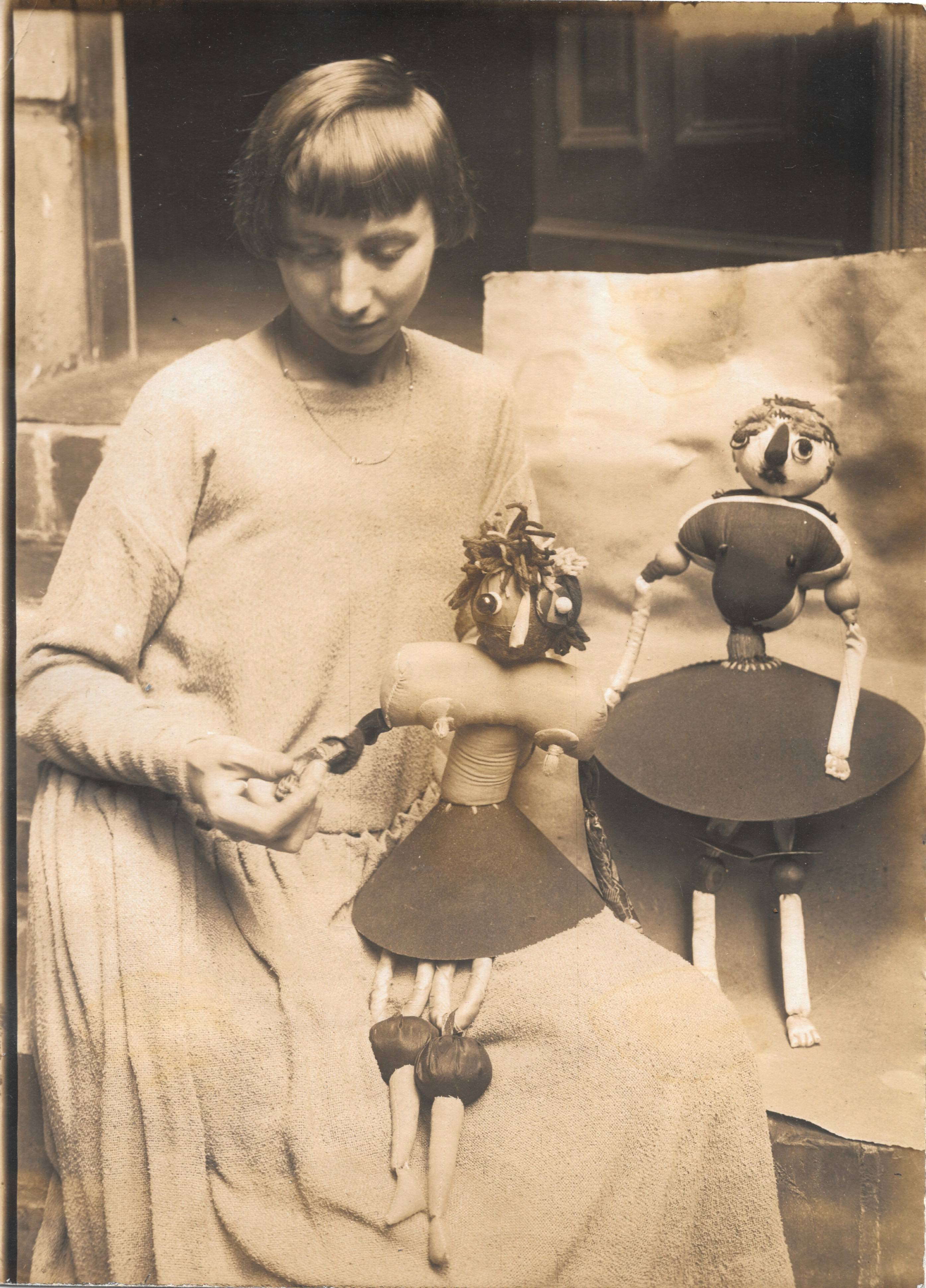
Hannah Höch et ses marionnettes, Dada-Messe, Berlin, 1920.

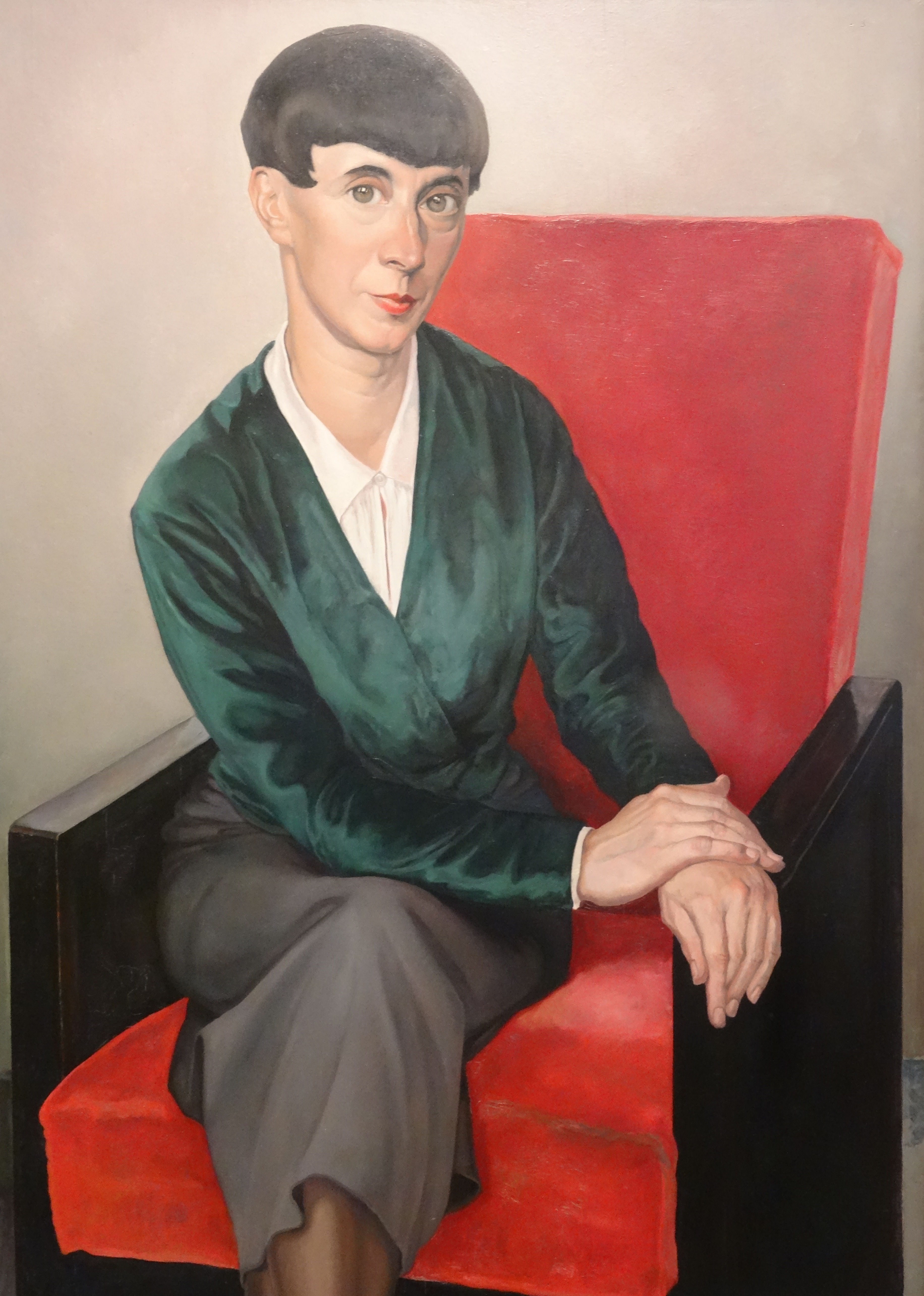
Chris Lebeau, Portrait de Hannah Höch, 1933.

Hannah Höch, née le 1er novembre 1889 à Gotha (Duché de Saxe-Cobourg et Gotha) et morte le 31 mai 1978 à Berlin, est une artiste plasticienne allemande, ayant participé au mouvement dada.

## Biographie
Aînée d'une famille de cinq enfants, Hanna Höch grandit dans un milieu provincial et bourgeois. Son père est directeur d'une compagnie d'assurances, sa mère est peintre amateur. Obligée à quinze ans de quitter le lycée pour s'occuper de sa sœur cadette, elle ne reprend ses études que six ans plus tard en s'inscrivant à l'école d'Arts appliqués de Berlin où elle s'initie au dessin sur verre, à la calligraphie et à la broderie.
À la déclaration de guerre, en août 1914, Hanna Höch rentre à Gotha et travaille pour la Croix-Rouge. Mais dès le mois de janvier suivant, elle retourne à Berlin et s'inscrit au cours de Emil Orlik, artiste du Jugendstil. Elle rencontre Raoul Hausmann avec qui elle s'installe, Kurt Schwitters qui lui suggère d'ajouter un « h » à la fin de son prénom pour la beauté du palindrome et Johannes Baader qui la surnomme Die Dadasophin puisqu'elle est la compagne du Dadasophe Hausmann. À partir de 1916, elle travaille à la fois pour un éditeur berlinois de journaux, Ullstein et pour le département de l'artisanat où elle dessine des motifs de tricot, de crochet et de broderie pour des magazines spécialisés.
Avec Raoul Hausmann, elle expérimente le photomontage et le découpage/collage d'images, à partir de cartes postales que les soldats envoient du front à leur famille et de publications dans la presse. Elle fait de cette pratique un instrument de critique sociale et politique. L'une de ses préoccupations, à partir de 1922, est la représentation de la « femme nouvelle » , son identification sociale et personnelle dans la République de Weimar, et la dénonciation de la vision machiste et misogyne qui perdure dans la presse populaire.
Hanna Höch est la seule femme à participer activement aux manifestations dada de Berlin : percussionniste de couvercle en fer-blanc dans l'Antisymphonie donnée par Jefim Golyscheff (avril 1919), exposition de photomontages et collages à la Première Expo Dada de Berlin (juin 1919), présentation de poupées Dada à la Foire internationale Dada (1920). Adhérant au Novembergruppe, elle participera à toutes les expositions annuelles de ce groupe jusqu'en 1931. Lorsque Dada prend fin, elle se rapproche du mouvement De Stijl aux Pays-Bas. En 1926, elle s'installe à La Haye où elle partage sa vie avec l'écrivaine Til Brugman.
À la fin des années 1930, son œuvre est classée par les nazis comme étant dégénérée . Pendant la Seconde Guerre mondiale, elle vit à Heiligensee, à proximité de Berlin, et sauvegarde une partie des archives du mouvement dadaïste. Puis elle reprend son activité artistique après ce conflit. Des rétrospectives lui sont consacrées, notamment à Paris, Berlin et Lodz, dans les années 1970. Elle meurt en 1978.

## Collages de patrons
Hanna Höch a su dépasser ses aptitudes aux « ouvrages de dame » conjuguées à son goût pour les arts décoratifs, dans des buts satiriques et politiques.
Elle tient une sorte de chronique des événements politiques (défaite de 1918, spartakisme, avènement de la République de Weimar, ..), puis, dans une longue suite de collages intitulée Aus einem ethnographischen Museum , [ d’un musée ethnographique ], de la place des femmes dans la société.
Recyclant des motifs de tissus, des morceaux de linoléum colorés, des patrons de couture, de chutes de dentelles, elle conçoit des compositions abstraites d'une grande finesse (Astronomie ou Lune Dorée) et d'un humour assuré (L'Esquisse pour un monument d'une importante chemise à dentelle). Pour ses contemporains qui n'ont pas su voir au-delà du matériau utilisé, elle ne faisait que des œuvres intimes typiquement féminines. Rares sont ceux qui ont compris la portée de la parodie et du détournement de la masculinité à coller de la dentelle sur des images de responsables politiques de la République de Weimar (Staatshäupter).

## Photomontages
« Je suis restée fidèle au photomontage et au collage. Jusqu'à ce jour, j'ai tenté d'exprimer, avec ces techniques, mes pensées, mes critiques, mes sarcasmes mais aussi le malheur et la beauté. »
De manière plus évidente, et donc plus lisible, que ses « collages en dentelle », ses photomontages expriment une volonté profondément moderne de rétablir le rapport homme/femme sur un mode égalitaire. Forte de ses convictions féministes et politiques, ridiculisant la morale bourgeoise et la traditionnelle division des sexes, elle veut voir dans la « nouvelle femme » un instrument de libération et la source de renouvellement de la société (Dada-Tanz et Da-Dandy).

## Quelques œuvres
Collages sauf indication contraire
- 1918
  - Weisse Form[6]
  - Gerhard Hauptmann[7]
  - Da Dandy[7]
- 1919
  - Collage mit Pfeil[réf. nécessaire]
  - 2 x 5[réf. nécessaire]

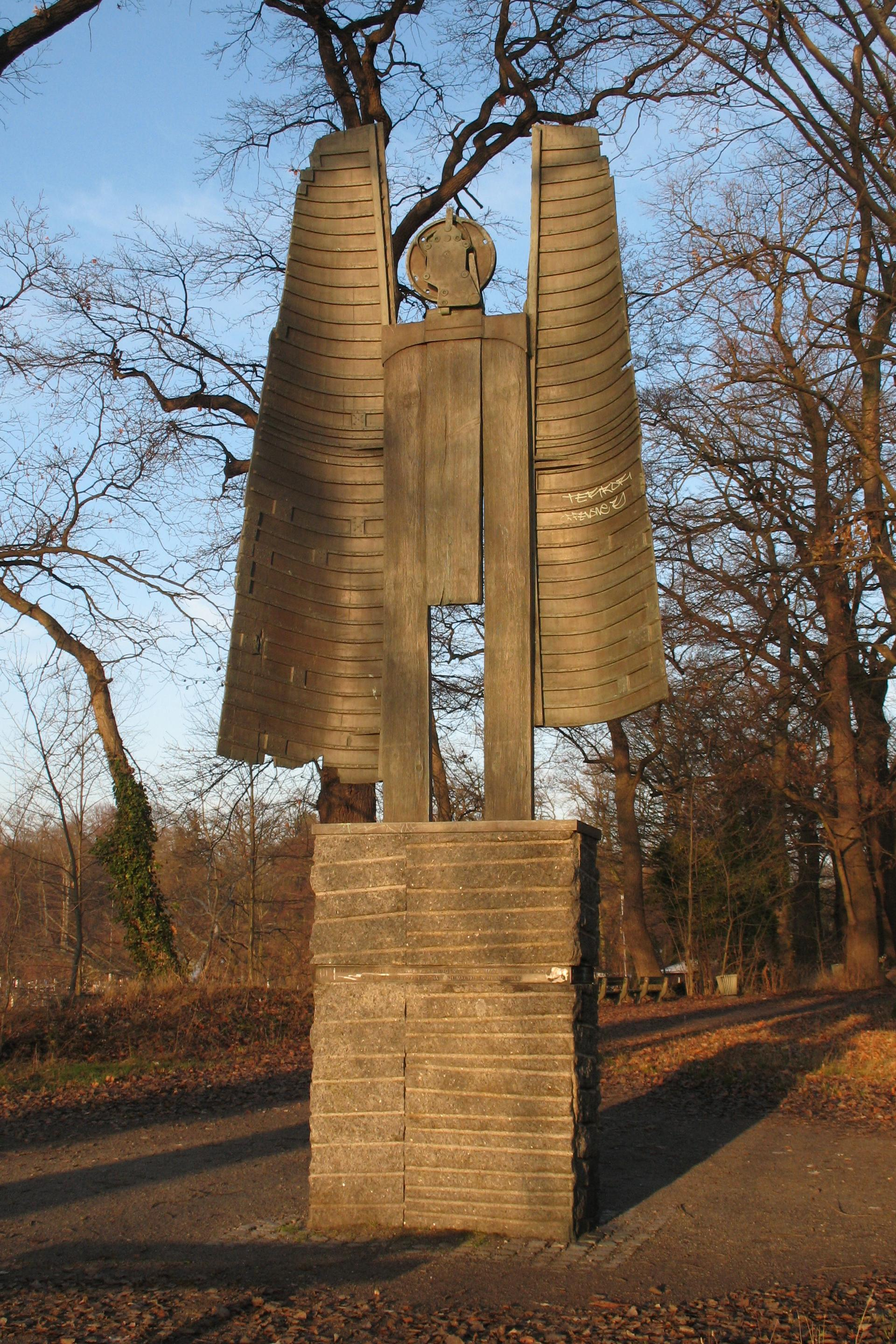
Cénotaphe de l'« archange archaïque » dressé en 1989 par sur la rive du Grand Malche au bout de l'avenue Gabrielle à Tegel en l'honneur de Hannah Höch.

  - Vegetative Formen, peinture[réf. nécessaire]
  - Schwarze Forme. Das Negativ[6]
  - Dada cordial, collage réalisé avec Raoul Hausmann[8]
  - Dada-Mühle, objet[réf. nécessaire]
  - Mechanischer Garten, peinture[réf. nécessaire]
- 1920
  - Schnitt mit dem küchenmesser Dada durch dir letzte weimarer Bierbauchkulturepoche Deutschlands (Coupe au couteau de cuisine dans la dernière époque culturelle de l'Allemagne, celle de la grosse bedaine weimarienne)[9]
  - Schaut Schöne[10]
  - Staatshäupter[7]
  - Das schöne Mädchen[11]
- 1921
  - Wenn sie denken, der Mond legt sich hin[7]
  - Dada-Ernst[11]
- 1922
  - L'Esquisse pour un monument d'une importante chemise à dentelle[6]
  - Die Mücke ist tot, peinture[réf. nécessaire]
  - Frau und saturn, peinture[réf. nécessaire]
- 1923
  - Huldigung an Arp[réf. nécessaire]
  - Lune dorée »[6]
- 19254
  - Rythme »[12]
- 1927
  -  The Bride », peinture[réf. nécessaire]

## Publications
- Hannah Höch, The photomontages of Hannah Höch: February 27 through May 20, 1997, the Museum of Modern Art, New York, The Museum of Modern Art, New York, 1997 .
- Hannah Höch, Album, Ostfildern-Ruit, Hatje Canz Verlag, 2004 [ca 1933][13].